# Campus

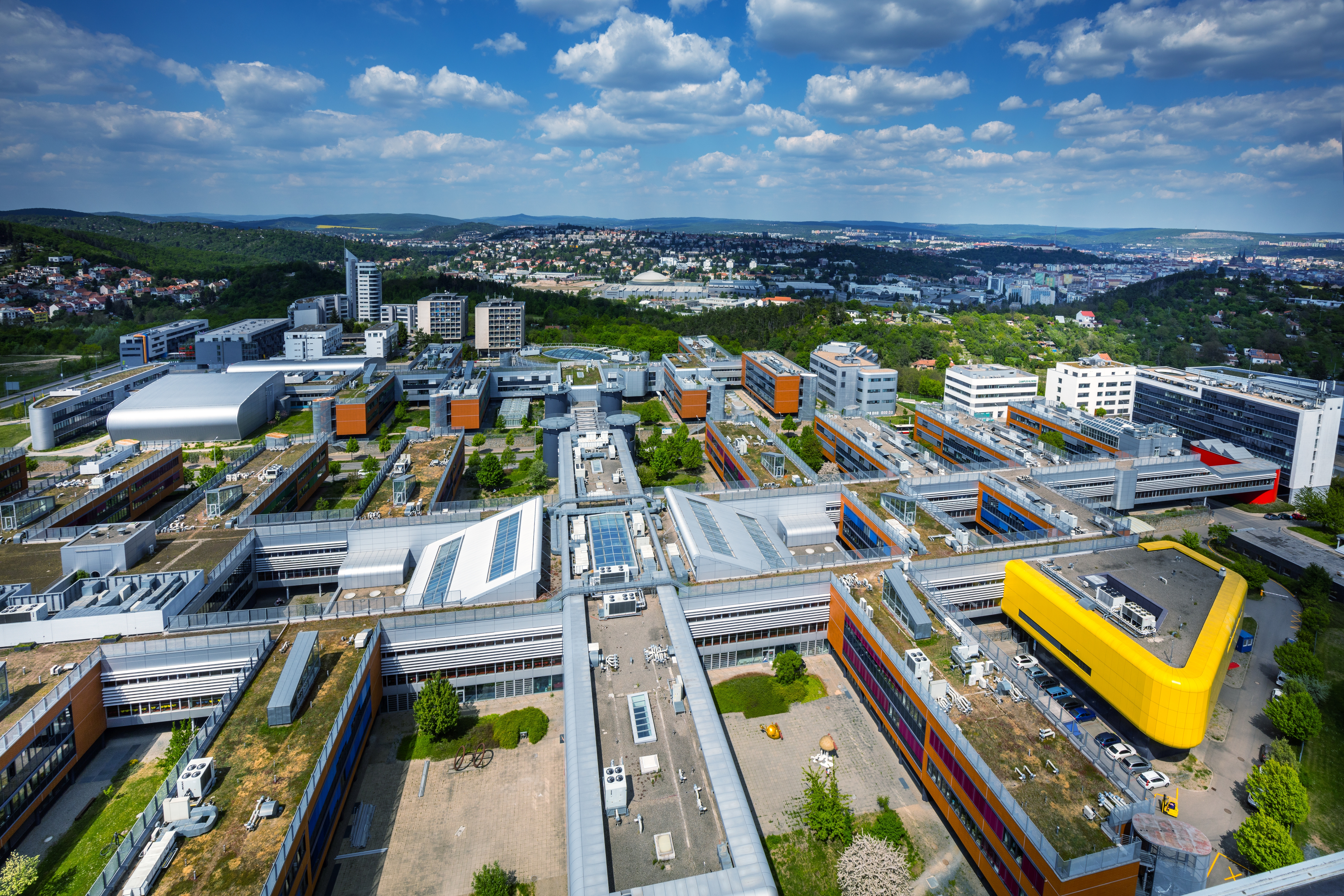
Campus della Masaryk University a Brno

Il campus è un'area in cui sono situati alcuni o tutti gli edifici di un'università.
In italiano viene adottato spesso come sinonimo di cittadella universitaria.

## Storia
Nonostante il termine sia latino, è stato introdotto nel linguaggio corrente negli Stati Uniti per denominare le aree universitarie comprendenti zone sistemate a verde. Il termine fu utilizzato per la prima volta per descrivere i campi intorno ad un college dell'Università di Princeton. Successivamente il termine venne adottato per indicare i campi di altri college. Nel corso del XX secolo iniziò ad indicare l'intera area, inclusi gli edifici, di proprietà di un'università.
Attualmente il termine indica, in alcuni casi, anche le aree e gli edifici di una determinata azienda, come nel caso del campus della Microsoft a Redmond, o di una Università Popolare.

## Caratteristiche

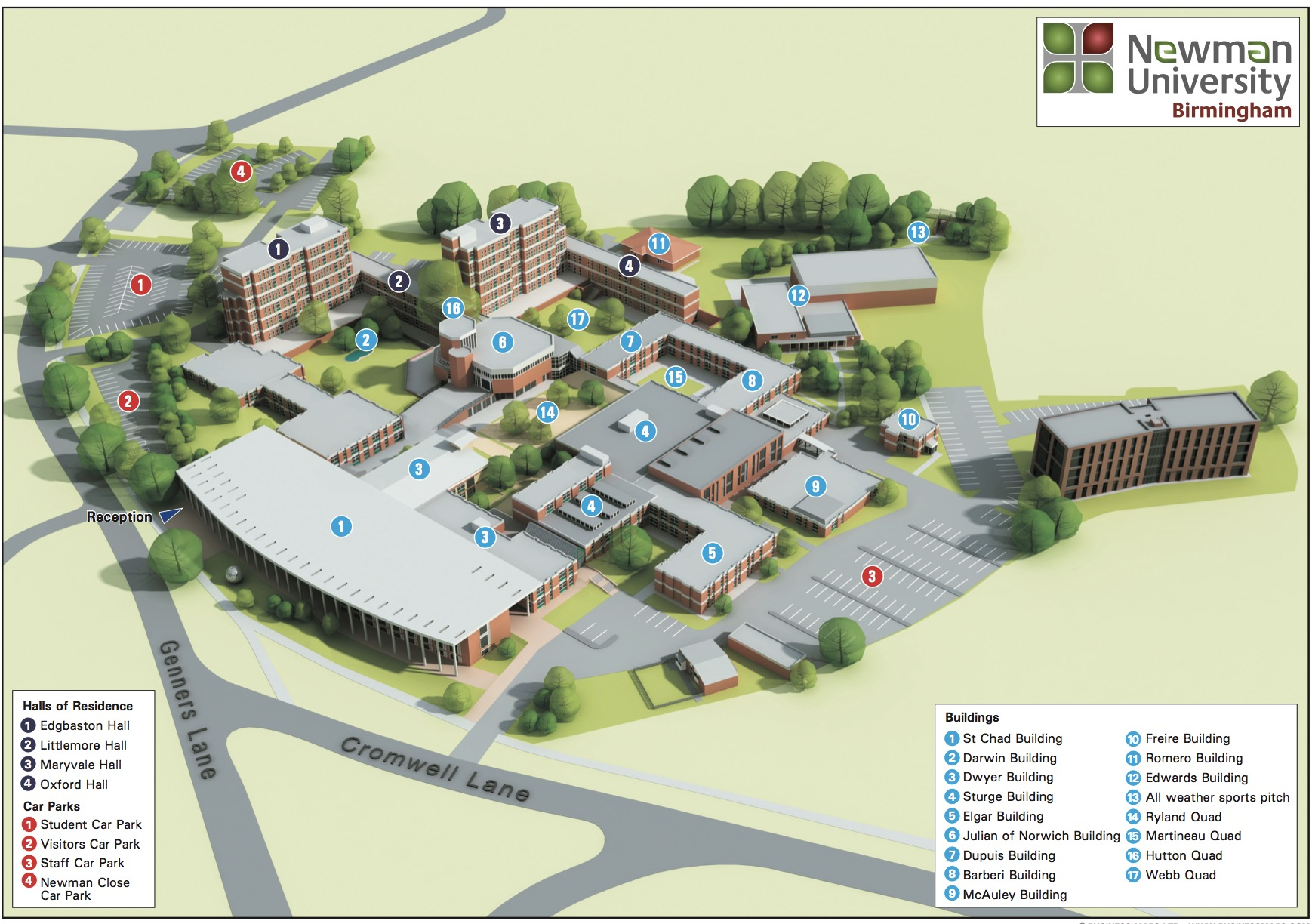
Mappa del campus della Newman University a Birmingham

Solitamente un campus comprende, oltre agli edifici delle facoltà, biblioteche, residenze universitarie, impianti sportivi e parchi.

### Luoghi di culto
A partire dal 1800, le università hanno adottato una varietà di soluzioni architettoniche per coniugare una risposta comune alle diverse esigenze spirituali dei propri studenti.
L'America possiede la massima concentrazione di cappelle multi-confessionali, in cui durante la settimana si alternano le celebrazioni ognuna ad una propria guide spirituali delle diverse religioni. In alcuni casi la stessa cappella è condivisa da molteplici religioni, ovvero in altri sono presenti più cappelle nello stesso edificio, con uno stile architettonico ispirato dalla religione di Stato e più numerosa nel territorio, oppure iconoclasta e privo di simboli sacri.

La sinagoga Cymbalista dell'Tel Aviv, su progetto di Mario Botta è il primo esempio storico di bet hakeneset all'interno di un campus universitario.

## Esempi

### In Italia

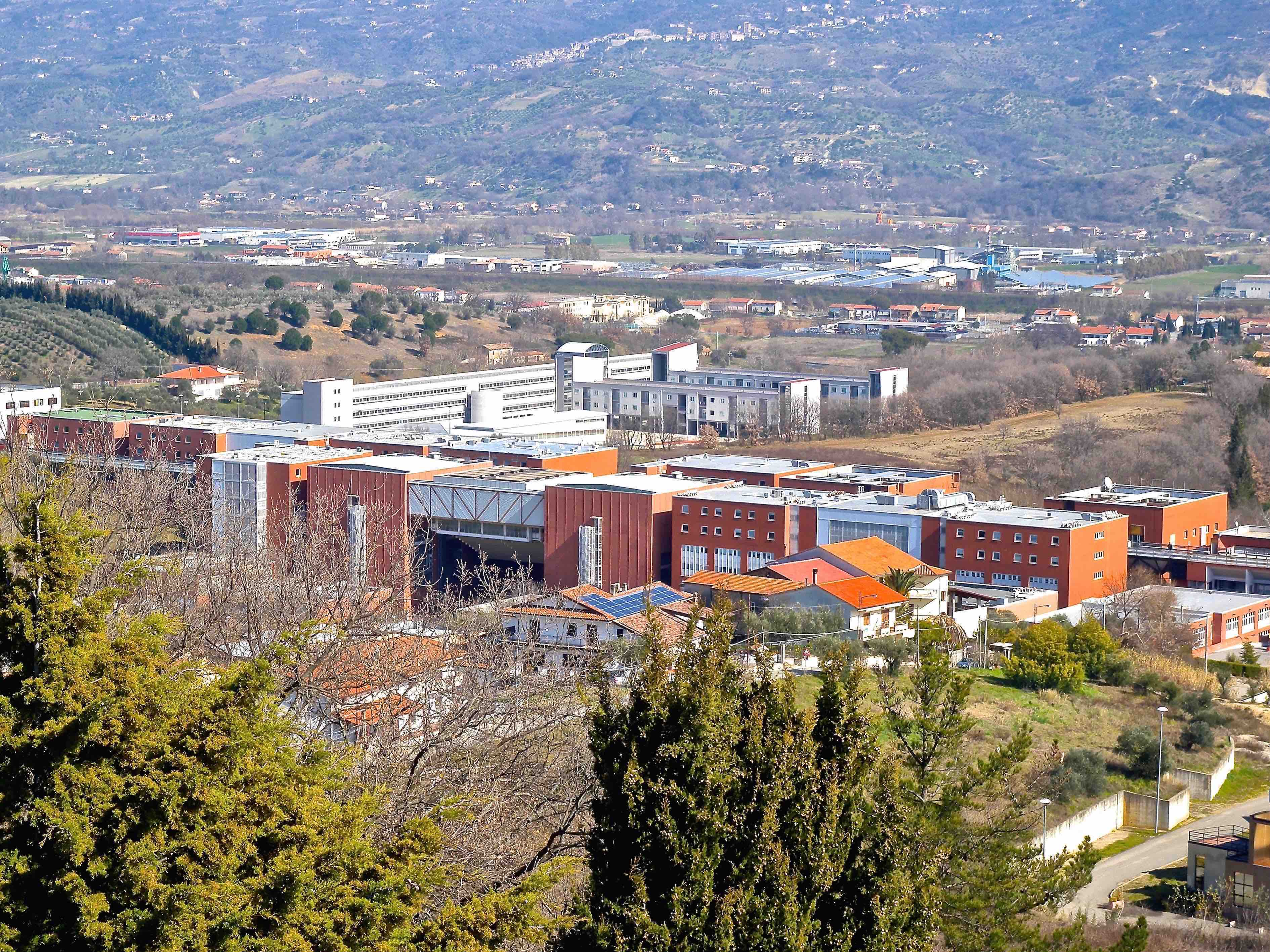
Vista panoramica di una parte del campus dell'Università della Calabria situato a Rende, nell'area urbana di Cosenza

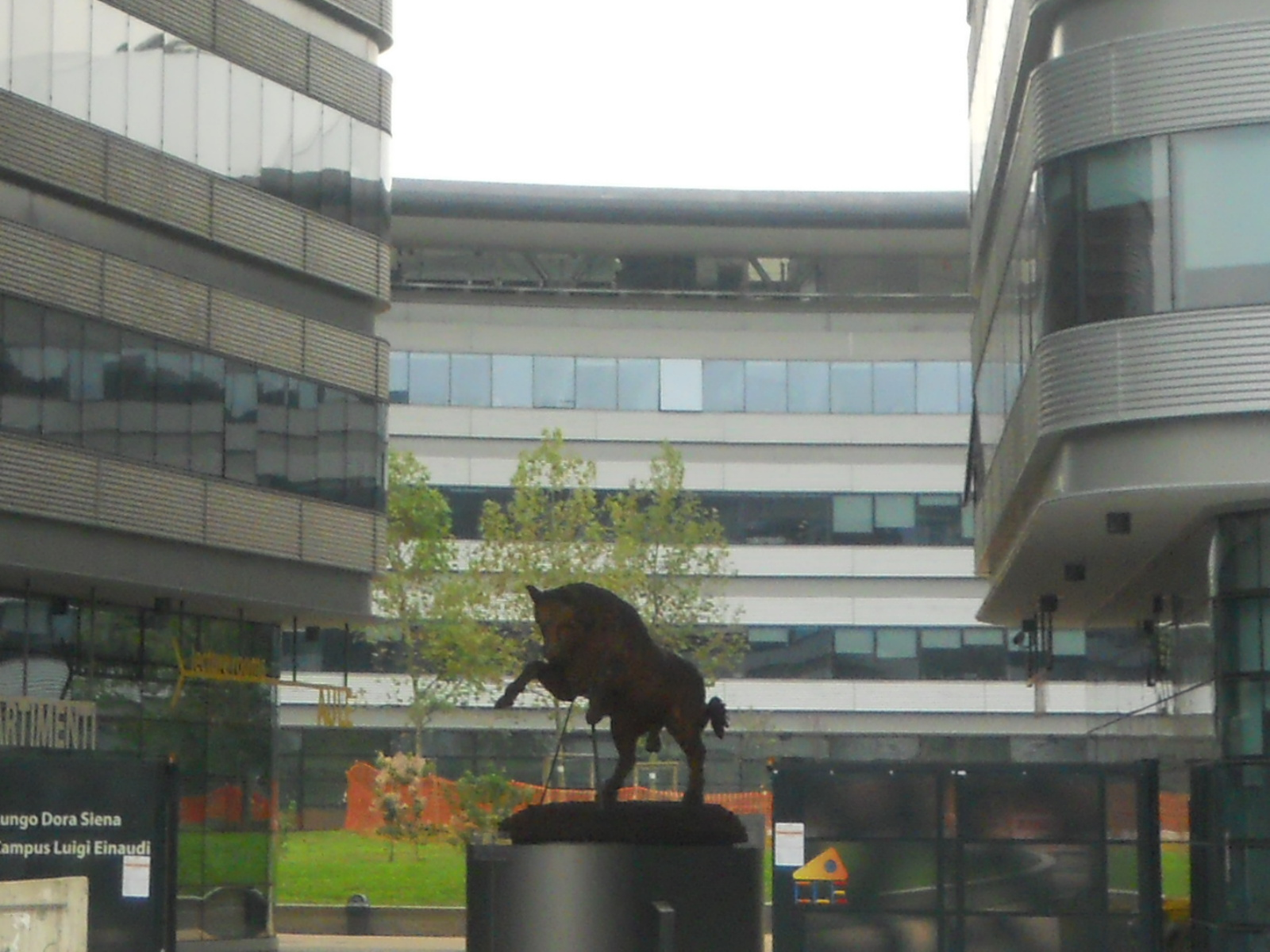
Ingresso al Campus Universitario "Luigi Einaudi" di Torino

In Italia ci sono varie università ed enti di istruzione e ricerca geograficamente organizzati in forma di campus, o che comprendono dei campus nel loro patrimonio immobiliare. Alcuni esempi:
Campus universitari
- Campus Luigi Einaudi dell'Università degli Studi di Torino;
- Città Studi di Biella;[4]
- Università Campus Bio-Medico di Roma;
- Università degli Studi di Catania;
- Università degli Studi Magna Græcia di Catanzaro;
- Università degli Studi "Gabriele d'Annunzio" di Chieti;
- Università degli Studi di Milano-Bicocca;
- Università degli Studi "Niccolò Cusano" di Roma;
- Università degli Studi di Palermo;
- Università degli Studi di Parma;
- Università degli Studi di Roma Tor Vergata;
- Università degli Studi di Salerno;[5]
- Università Humanitas di Pieve Emanuele;[6]
- Università della Calabria di Cosenza-Rende;

Aree della ricerca
- Area della ricerca di Montelibretti
- Area della ricerca di Pisa
- Area della Ricerca di Roma 2 - Tor Vergata